# Zaporoska Filharmonia Obwodowa
Zaporoska Filharmonia Obwodowa, ukr. Запорізька обласна філармонія – państwowa instytucja kultury z siedzibą w Zaporożu. Istnieje od 1939 roku. Sala koncertowa na 772 miejsca nosi imię Michaiła Glinki i była zbudowana w latach 50. XX wieku.